# Monodontium malkini
Monodontium malkini là một loài nhện trong họ Barychelidae. Loài này phân bố ờ New Guinea.